# 山木正五
山木 正五（やまき しょうご、? - 2007年10月）は北海道の花卉育種家。ダリアの園芸品種を多数世に送り出したことで知られる。
農林省技官を経て、安平町早来にやまき育種園芸研究所を開設。発表された数百におよぶダリアの品種の一部は、恵庭市にあるえこりん村や札幌市の百合が原公園などでも見ることができる。
山木正五の没後は親族によりダリアの育種、球根（塊根）販売事業が継続されている。
ふきのとうの山木康世は息子。